# 4 Gold Chains
«4 Gold Chains» (с англ. — «4 золотые цепочки») — песня американского рэпера Lil Peep совместно с американским музыкальным продюсером Clams Casino которая была выпущена 14 мая 2018 года. Электронный журнал Pitchfork назвал песню «Лучшим новым треком». Песня является вторым посмертным синглом рэпера в качестве ведущего исполнителя, после его сотрудничества с Marshmello «Spotlight» с января того же года.

## Релиз и продвижение
28 мая 2017 года Lil Peep опубликовал тизер видео в своём официальном аккаунте в Facebook с фрагментом песни с подписью «clams casino». 15 ноября 2017 года в своём Твиттер аккаунте объявил о совместной работе с Clams Casino.
10 мая 2018 года Casino опубликовало изображение вышеупомянутого твита Lil Peep в своем Instagram аккаунте, намекая, что песня скоро будет выпущена. 13 мая состоялась премьера песни и видеоклипа на фестивале Rolling Loud Music Festival в Майами, штат Флорида.

## Музыкальное видео
Музыкальное видео было выпущено 13 мая 2018 года вместе с треком. Режиссёром выступил сам Lil Peep, видеографом Heavy Rain, а редактором — Mezzy.